# Cosmogonia azteca
La cosmogonia azteca articola in cinque grandi età dominanti il mito della genesi del mondo.

## Le cinque età del mondo
Ciascuna delle cinque ere inizia e finisce con la vita del sole. Ogni dio ha il compito di reggere il sole e, quando questo andrà distrutto, l'età si potrà considerare finita. La morte di ciascun sole coincide col fallimento della divinità, che viene di fatto sconfitta da un altro dio e condannata alla caduta sulla Terra. Il dio vincitore ha quindi il compito di occuparsi del nuovo sole. 
Il potere delle divinità è regolato da un elemento primario e dal suo processo di trasformazione: il passaggio simbolico dalla materia allo spirito. È un universo caratterizzato dalla distruzione e dall'incapacità degli dei di garantire un ordine armonico e stabile.

### Età dei Quattro Giaguari

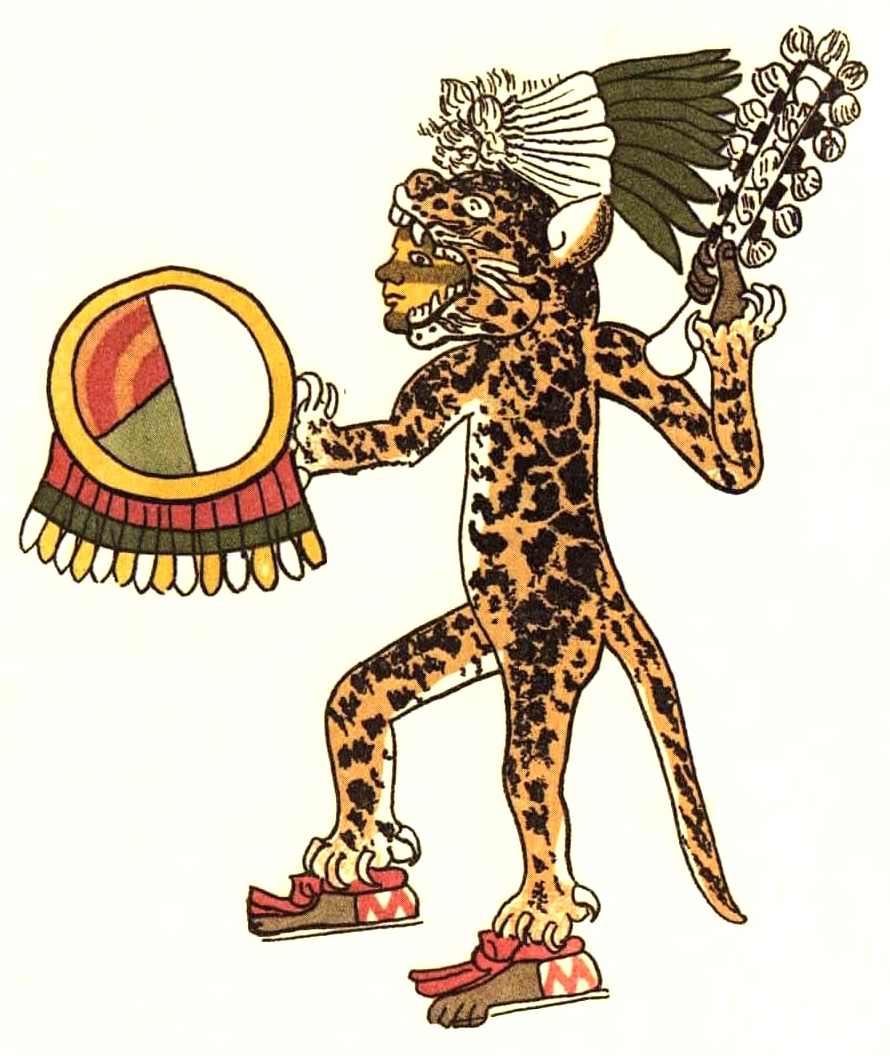
Un guerriero giaguaro

La Terra è abitata dai Giganti. Periranno tra le fauci dei giaguari, come ogni altro essere. Quando avranno divorato ogni cosa, compreso il sole, i giaguari moriranno e l'era sarà conclusa.
- Nome del sole: nauioceloli.
- Divinità: dio Tezcatlipoca.

### Età dei Quattro Venti
Gli uomini diventano scimmie e il mondo viene devastato dagli uragani.
- Nome del sole: naui-eecatl.
- Divinità: dio Quetzalcoatl.

### Età delle Piogge
Quest'età è contraddistinta da grandi piogge di fuoco. Solo gli uccelli riuscirono a salvarsi.
- Nome del sole: nauiquiauitl.
- Divinità: dio Tlaloc.

### Età delle Acque

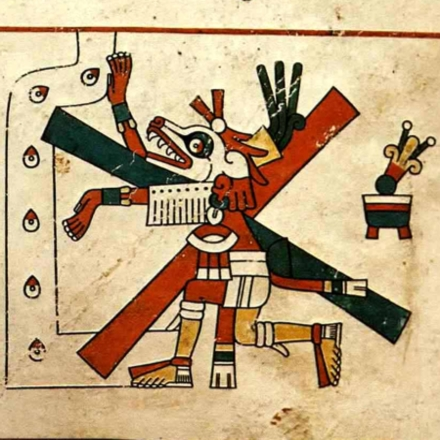
Una raffigurazione di Xolotl

Un'alluvione di enorme portata causa l'inondazione delle terre emerse e trasforma gli uomini in pesci, rane ed esseri acquatici. Il diluvio dura 52 anni. Si salvano solamente un uomo e una donna, riparandosi dentro un tronco di cipresso. Tezcatlipoca punirà la loro disobbedienza trasformandoli in cani. In mancanza di superstiti per una nuova età, Quetzalcoatl assume le sembianze di Xolotl, dio dalla testa di cane, raggiunge il regno dei morti e bagna col proprio sangue le ossa degli uomini defunti, ridandogli la vita e salvando l'umanità.
- Nome del sole: naui-atl.
- Divinità: dea Chalciuhtlicue.

### Età dei Terremoti
È l'ultima età, contemporanea all'arrivo dei conquistadores. La Terra avrebbe dovuto collassare su se stessa in seguito a ripetute scosse sismiche.
Infine le tzitzimime, una tribù di dee mostruose fatte di sole ossa, sarebbero emerse dalle tenebre per annientare l'umanità. Avrebbe così avuto luogo la catastrofe finale.
- Nome del sole: naui-ollin.
- Divinità: dio Tonatiuh o dio Nanauatzin.

## Ilquincunce

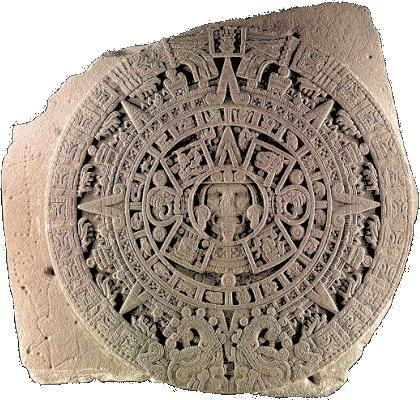
La Pietra del Sole

Gli Aztechi rappresentavano il mondo in corrispondenza alle cinque direzioni indicate da una croce.
- L'oriente, terra della luce e della fertilità, contraddistinto dai colori giallo, rosso e verde. È legato al sole della prima Età.

- Il nord, terra delle tenebre e dell'aridità, contraddistinto dal colore nero. È legato ai soli dell'Età dei Venti e dell'Età delle Piogge. A nord si trova anche Mictlan, il regno sotterraneo dei morti, sorvegliato dal dio Mictlantecuhtli.

- L'occidente, terra della nebbia e origine dell'umanità, contraddistinto dal colore bianco. È legato al quarto sole, quello governato da Chalcihuitlicue. È il paese del giardino di Tamoanchan, sede delle divinità femminili.

- Il sud, terra del sole meridiano, contraddistinto dal colore blu. È legato al sole dell'ultima Età, i Terremoti di Tonatiuh. È la casa di Huitzilopochtli, dio del sole e della guerra, prima divinità azteca.

- Il centro, simbolo del sole regolatore, punto di contatto tra il cielo la terra, associato al numero cinque.

La Pietra del Sole, il più famoso tra i geroglifici aztechi, è disposto secondo il quincunce, la posizione a croce dei quattro punti cardinali che convergono verso Tonatiuh, l'ultimo dio sole al centro.